# Rjavica
Rjavica je naselje u slovenskoj Općini Rogaškoj Slatini. Rjavica se nalazi u pokrajini Štajerskoj i statističkoj regiji Savinjskoj. 

## Stanovništvo
Prema popisu stanovništva iz 2002. godine naselje je imalo 156 stanovnika.